# Ponginae
Los ponginos (Ponginae) son una subfamilia de primates hominoideos la familia Hominidae. En la actualidad solo sobrevive un género, Pongo, que incluye los orangutanes
. La subfamilia Ponginae se separó de la otra subfamilia Homininae, hace 5 millones de años

## Taxonomía
Contiene numerosos géneros, todos extintos menos uno:
- Tribu Lufengpithecini †
  - Lufengpithecus †
    - Lufengpithecus lufengensis
    - Lufengpithecus keiyuanensis
    - Lufengpithecus hudienensis

  - Meganthropus †
    - Meganthropus palaeojavanicus

  -  ?Ankarapithecus †
    - Ankarapithecus meteai
- Tribu Sivapithecini †
  - Sivapithecus (=Ramapithecus) †
    - Sivapithecus brevirostris
    - Sivapithecus punjabicus
    - Sivapithecus parvada
    - Sivapithecus sivalensis
    - Sivapithecus indicus

  - Gigantopithecus †
    - Gigantopithecus blacki

  - Indopithecus †
    - Indopithecus giganteus

  -  ?Bodvapithecus †
  -  ?Graecopithecus †
- Tribu Pongini
  - Khoratpithecus †
    - Khoratpithecus ayeyarwadyensis
    - Khoratpithecus piriya
    - Khoratpithecus chiangmuanensis

  - Pongo (orangutanes)
    - Pongo hooijeri †
    - Pongo abelii
    - Pongo pygmaeus
    - Pongo tapanuliensis